# Past Prologue
"Past Prologue" és el tercer episodi de la sèrie de televisió de ciència-ficció estatunidenca Star Trek: Deep Space Nine, emès durant la primera temporada. Originalment es va emetre en redifusió a partir de l'11 de gener de 1993. L'episodi va ser escrit per Katharyn Powers, amb elements addicionals afegits pel productor executiu Michael Piller i el coproductor Peter Allan Fields. Va ser dirigit per Winrich Kolbe.
Ambientada al segle XXIV, la sèrie segueix les aventures a Espai Profund 9, una estació espacial situada prop d'un forat de cuc estable entre els Quadrants Alfa i Gamma de la Via Làctia, prop del planeta Bajor, mentre els bajorans es recuperen d'una brutal ocupació de dècades pels imperialistes cardassians. En aquest episodi, un terrorista bajorà busca asil a bord de l'estació per evitar la persecució dels cardassians, renunciant públicament a les seves formes de violència passades. Comença a contactar amb les germanes Duras (Barbara March i Gwynyth Walsh), cosa que fa sospitar que estava planejant nous actes de terrorisme i fa que la major Kira Nerys (Nana Visitor) consideri la seva lleialtat.
L'episodi presenta el personatge d'Elim Garak, interpretat per Andrew Robinson, que tornaria a la segona temporada de la segona temporada i va fer aparicions contínues al llarg de la sèrie. Els trets del personatge van ser desenvolupats per Robinson, qui va ser elogiat pel seu treball per Kolbe. "Past Prologue" va ser el segon episodi més vist de la temporada, rebent una qualificació Nielsen del 13,4%. Va ser rebut positivament pels crítics, que van elogiar la introducció de Garak, tot i que es va suggerir que la trama era previsible a causa de la necessitat de mantenir l'status quo al final de l'episodi.

## Argument
La tripulació d'Espai Profund 9 rescata el bajorà Tahna Los (Jeffrey Nordling) d'una nau que està sent atacada pels cardassians. Afirmen que Tahna és un membre conegut d'una organització terrorista i exigeixen la seva entrega, però Tahna demana asil polític, suplicant ajuda a la seva antiga amiga, la Major Kira Nerys (Nana Visitor). El comandant Benjamin Sisko (Avery Brooks) concedeix la seva petició. Més tard, Odo (René Auberjonois) veu Tahna amb les germanes Duras (Barbara March i Gwynyth Walsh) mantenint converses encobertes. Tahna també busca obtenir l'ús d'un runabout de Kira.
El Dr. Julian Bashir (Alexander Siddig), gràcies al seu nou amic Elim Garak (Andrew Robinson), sent com les germanes Duras planegen reunir-se amb els bajorans per donar-li un vial de bilitrium, un compost cristal·lí que pot alliberar una quantitat enorme d'energia, però només si es connecta a un convertidor d'antimatèria. Garak revela per què els cardassians perseguien Tahna: els en va robar un, cosa que significa que tindrà els components necessaris per construir una bomba.
Sense proves sòlides per actuar adequadament, la tripulació li permet agafar una runabout i té la intenció d'arrestar-lo després de la transacció. Kira es troba confosa sobre el seu propi passat amb la resistència bajorana i on es troben les seves lleialtats actuals, i s'ofereix a anar amb Tahna a la nau. El comandant Sisko i el cap Miles O'Brien (Colm Meaney) esperen en un segon runabout proper mentre Tahna i Kira completen la transacció. Quan apareix la segona nau, Tahna s'adona que l'han enganyat; les coses es compliquen encara més amb l'arribada de la nau de guerra cardassiana.
Tahna ordena a Kira, a punta de pistola, que torni a l'estació, amb la intenció de fer col·lapsar el forat de cuc amb un artefacte explosiu, perquè llavors Bajor no tindrà cap motivació per convidar la presència de la Federació al territori bajorà, que veu com una nova ocupació. Kira fa trontollar el runabout cap a un costat, fent que Tahna caigui i permetent-li pilotar la nau a través del forat de cuc fins al Quadrant Gamma; allí expulsa la bomba, fent que exploti inofensivament a l'espai. Tanmateix, Tahna ha recuperat el control de la seva arma i ordena a Kira que torni al Quadrant Alfa. Allà, Sisko dóna a Tahna un ultimàtum, ja sigui perquè es lliuri a les autoritats de l'estació o perquè esperi a ser destruït pels cardassians. Tahna lliura la seva arma a Kira i es lliura; Kira explica que potser algun dia entendrà per què això va ser el correcte.

## Actors convidats
- Jeffrey Nordling com a Tahna Los
- Andrew Robinson com a Garak
- Gwynyth Walsh com a B'Etor
- Barbara March com a Lursa
- Susan Bay com a Almirall Rollman
- Vaughn Armstrong com a Gul Danar
- Richard Ryder com a ajudant
- Mark Allen Shepherd com a Morn

## Producció
Tot i que es va emetre en segon lloc en ordre d'emissió, després del pilot, "Past Prologue" es va filmar en tercer lloc, després d' "A Man Alone". Hi va haver diversos canvis de pentinat i maquillatge després d'"A Man Alone", incloent-hi modificacions a Odo i un tall de cabell més senzill i apurat per a Nana Visitor en el seu paper de Major Kira. Visitor havia pressionat pels seus canvis, ja que no li semblava creïble que el personatge es pentinés diàriament, sinó que volia un aspecte que requerís un esforç mínim. L'episodi va ser dirigit per Winrich Kolbe, d'acord amb la política del productor executiu Rick Berman de permetre només als directors amb experiència prèvia a Star Trek: La nova generació treballar en la primera temporada de Deep Space Nine. Va dirigir l'episodi final de la sèrie La nova generació, "Totes les coses bones...", i 48 episodis de la franquícia en quatre sèries separades.
Katharyn Powers va rebre l'únic crèdit de guió a l'episodi, tot i que elements com ara Garak van ser creats pel coproductor Peter Allan Fields. Powers havia escrit anteriorment "Codi d'honor", un episodi de primera temporada de La nova generació. Una versió inicial del seu guió presentava Kira i Tahna com a amants, que va ser rebutjada pel productor executiu Michael Piller. El final originalment mostrava el terrorista abandonant els seus camins violents i buscant la pau amb els cardassians abans de ser assassinat pels bajorans. L'episodi va rebre el nom de la frase de La tempesta de William Shakespeare; "el passat sempre és un pròleg."

### Estrelles invitades

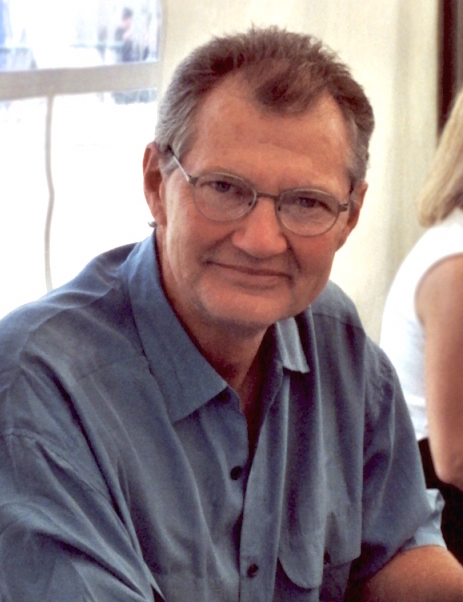
"Past Prologue" va marcar la primera aparició de Garak, interpretat per Andrew Robinson (a la imatge).

Seguint un suggeriment de Piller, les  germanes Duras van ser escrites a l'episodi.El duet havia aparegut anteriorment a l'episodi en dues parts de La nova generació "Redempció" i continuaria apareixent a "El primogènit" i a la pel·lícula Star Trek: Generations. El personatge de l'almirall Rollman va fer la seva primera aparició a "Past Prologue", i més tard tornaria a l'episodi de la segona temporada "Whispers". Susan Bay, que va interpretar Rollman, té una relació de llarga durada amb la franquícia Star Trek, ja que era l'esposa de Leonard Nimoy, l'actor que va interpretar Spock a La sèrie original i a la sèrie de pel·lícules. En aquest episodi també va aparèixer Vaughn Armstrong, que interpretaria tretze personatges diferents dins de la franquícia, incloent-hi el paper recurrent del contraalmirall Maxwell Forrest a Star Trek: Enterprise.
L'episodi és més conegut per la introducció del personatge recurrent Elim Garak. Fields va dir del personatge en aquell moment: "no volíem convertir-lo en un espia de ple dret, perquè llavors què faríeu amb ell després de l'episodi? L'haurieu de tancar a la presó a Bajor. Així que trepitgem una línia força fina". Fields havia decidit, en crear el personatge, que l'estació necessitava un cardassià a bord i quan ningú es va oposar al seu suggeriment de posar-lo en un taller de sastreria, que es va convertir en la professió de Garak. Això era una referència a The Man from U.N.C.L.E., que utilitzava una sastreria com a façana, ja que Fields havia començat la seva carrera d'escriptor en aquesta sèrie. Andrew Robinson havia estat considerat originalment per al paper d'Odo, i va ser un dels tres últims actors que competien pel paper juntament amb Gerrit Graham i René Auberjonois. Robinson va ser convidat de nou a fer una audició per a Garak, mentre que Graham va ser escollit com el Caçador a "Captive Pursuit".
Kolbe va pensar al principi que escollir Robinson era "realment fora de lloc", però va sentir que l'actor feia que l'episodi "florís". Va donar pautes generals a Robinson sobre com podia abordar el personatge, però va ser Robinson qui va desenvolupar els trets del personatge. Kolbe també va elogiar el guió, dient: "Tant de bo hi hagués més escrits com aquest per a la televisió. Crec que tindríem una indústria molt més sana". Robinson va dir que Garak era un personatge complicat que requeria l'ús de subtext, i va afegir que no era una manera senzilla de retratar un personatge "però quan ho fas bé, realment crides l'atenció de la gent". Els productors li van dir que tenien la intenció de tornar-lo a portar a la sèrie, però en una entrevista posterior, va dir que això era habitual a la indústria i que no sol passar. Quan el van tornar a portar per a l'episodi de la segona temporada "Cardassians", el productor executiu Ira Steven Behr es va disculpar per no haver-lo tornat a portar abans.

## Recepció
"Past Prologue" es va estrenar en redifusió l'11 de gener de 1993. Va rebre una qualificació Nielsen del 13,4 per cent, quedant en segon lloc en la seva franja horària. Aquest va ser el segon episodi amb la qualificació més alta de la temporada, darrere d'"Emissary".
El 2012, Zack Handlen va escriure per a The A.V. Club que Garak va ser "impressionant" des de la seva primera aparició, i immediatament va ser evident que era un personatge important. Va comparar el problema de lleialtat de Kira amb els que va experimentar Ro Laren a l'episodi de La nova generació "Atac amb dret de prioritat", però no va funcionar tan bé, ja que la sèrie hauria de mantenir l'status quo al final de l'episodi, ja que Kira era un personatge principal. Ho va resumir dient que era un bon episodi però no un gran episodi.
El 2013, Keith DeCandido va escriure per a Tor.com que Garak podria haver estat un "clixé ambulant i parlant", però que Robinson "li imbueix d'un encant tan gran que és impossible no estimar el personatge". Va dir que era un episodi excel·lent, en part a causa de la manera com es formen les dinàmiques del personatge. Li va donar una puntuació de vuit sobre deu.

## Llançaments de vídeo domèstic
El primer llançament de vídeo domèstic de l'episodi va ser en vídeocasset VHS als Estats Units el 10 de setembre de 1996. Va formar part del llançament inicial de cassets per part de Paramount Home Video, que va veure els primers sis episodis publicats i va ser en un casset d'un sol episodi.
"Past Prologue" es va publicar amb "A Man Alone" el 24 de setembre de 1996 en LaserDisc als Estats Units Estats.
El 8 de febrer de 1997, aquest episodi es va publicar en LaserDisc al Japó com a part de la caixa de mitja temporada 1st Season vol.1. Això incloïa episodis des d'"Emissary" fins a "Move Along Home" amb pistes d'àudio en anglès i japonès.
Es va publicar en DVD com a part de la caixa de la primera temporada el 3 de juny de 2003. Aquest episodi es va publicar el 2017 en DVD amb la caixa de la sèrie completa, que tenia 176 episodis en 48 discs.

## Guies de visionat
El 2018, SyFy va recomanar "Past Prologue" per la seva versió abreujada del personatge bajorà Kira Nerys. Expliquen que l'episodi ajuda a establir la història de Kira, ja que es troba amb una relació anterior dels dies de l'ocupació; a mesura que la història es desenvolupa, també s'estableix la seva relació amb la Federació.